# 卡森 (北达科他州)
卡森（英語：Carson），是美国北达科他州下属的一座城市。根据2010年美国人口普查，该市有人口293人。2011年估计该市有人口286人，相对于2010年，增长率为?2.39%。